# Annie Ilonzeh
Annie Ngasi Ilonzeh (Grapevine, 23 de agosto de 1983) é uma atriz americana. Ela é conhecida por seu papel como Maya Ward em General Hospital. Em janeiro de 2011 foi anunciado Annie será uma das panteras da série de televisão, Charlie's Angels.

## Filmografia
- Peppermint (2018) como Lisa Inman
- Arrow (série) (2012-2013) como Joanna
- Charlie's Angels (2011)[2]
- Entourage (1 episódio, 2010) como Rachel
- General Hospital (2010-presente) como Maya Ward
- Percy Jackson & the Olympians: The Lightning Thief (2010) como Aphrodite Girl
- Melrose Place (1 episódio, 2009)
- Miss March (2009)
- He's Just Not That Into You (2009)
- Do Not Disturb (1 episódio, 2008)
- How I Met Your Mother (1 episódio, 2007) como Becky
- Chicago Fire (2 temporadas, 2018-2020) como Emily Foster